# Чирков, Виктор Павлович
Виктор Павлович Чирков — советский шахматист, мастер спорта СССР по шахматам, Мастер спорта СССР по шашкам, чемпион мира по шахматам среди незрячих шахматистов (1968)
В 1968 году сборная команда советских шахматистов приняла участие в Международной Олимпиаде слепых шахматистов, проводимой Международной шахматной ассоциацией незрячих шахматистов Брайля.
3-я Международная Олимпиада незрячих шахматистов проходила в апреле 1968 года в городе Уэймут (Англия).
Сборная команда СССР была представлена следующими кандидатами в мастера спорта по шахматам:
Николай Руденский (Москва)
Анатолий Гимодеев (Ставрополь)
Тимофей Турукин (Саратов)
Чирков Виктор Павлович (Московская область, Люберцы) — капитан команды
Команда СССР заняла первое место и получила звание чемпиона мира.
За огромный успех на международных соревнованиях среди незрячих всем спортсменам команды СССР было присвоено звание «Мастер спорта СССР».